# Rathaus Sachsenhagen

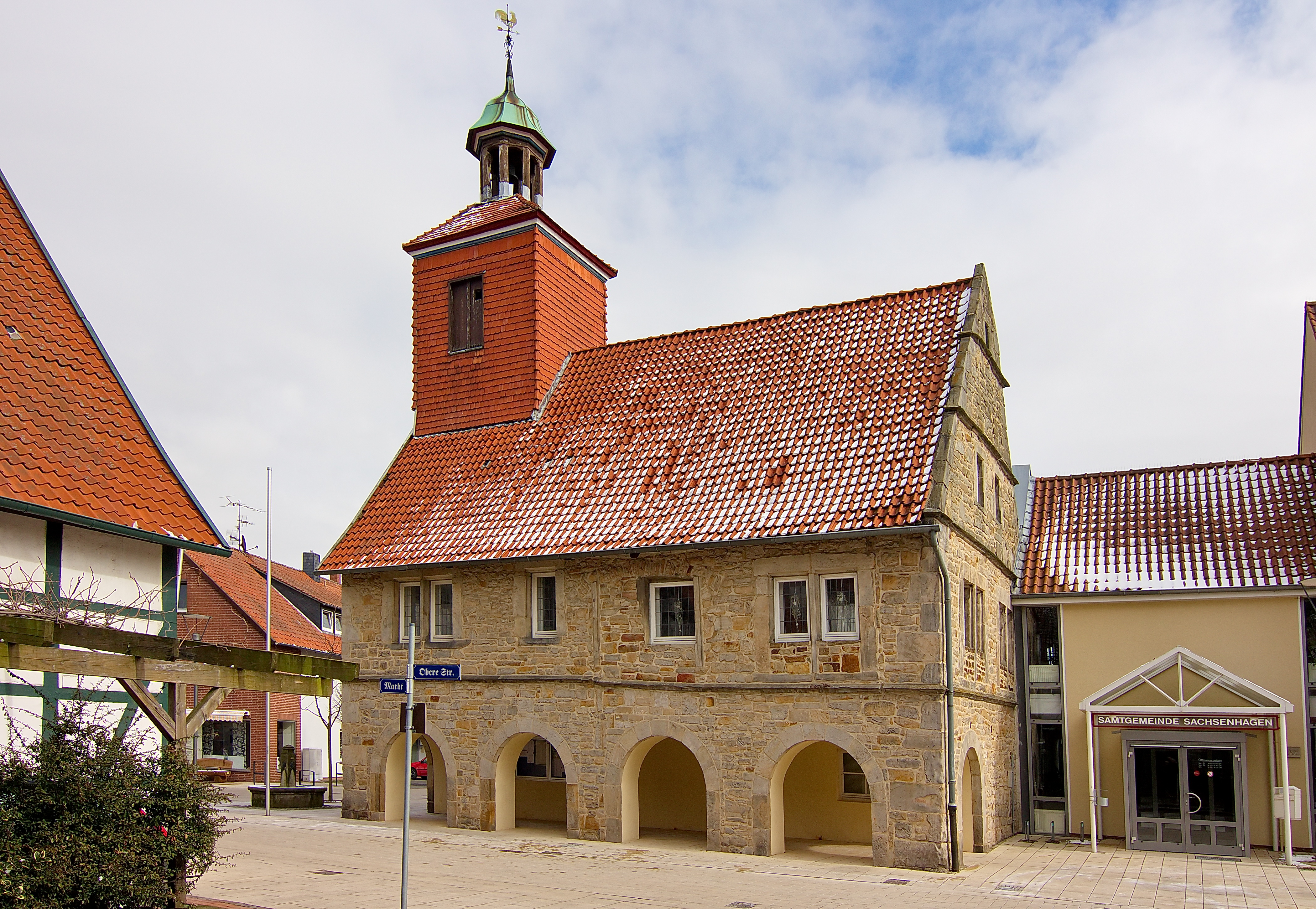
Rathaus Sachsenhagen

Das Rathaus Sachsenhagen steht am Marktplatz von Sachsenhagen, einer Stadt im Landkreis Schaumburg in Niedersachsen.

## Beschreibung
Über dem rundbogigen Portal der Fassade zum Marktplatz des zweigeschossigen Bauwerks aus Bruchsteinen befindet sich ein Wappen mit der Jahreszahl 1607. In diesem Gebäude wurden zunächst auch Gottesdienste abgehalten, insofern war es folgerichtig, das es im Jahr 1712 einen Kirchturm in Form eines Dachturms erhielt, aus dessen Pyramidendach sich eine offene Laterne erhebt, in der eine Glocke hängt, die zunächst auch Kirchenglocke war. Erst als die Kirchengemeinde ihr eigenes Gotteshaus bezogen hat, diente das Gebäude ausschließlich als Rathaus. Im Giebel aus Holzfachwerk zum Marktplatz befindet sich das Zifferblatt der Turmuhr. Der seitliche Laubengang im Erdgeschoss wurde erst im Laufe des 20. Jahrhunderts in das Mauerwerk gebrochen. Von der ursprünglichen Gliederung blieben nur die Laibungen der zweiteiligen Fenster im Obergeschoss und die Gesimse erhalten.